# Котовенко Андрій Сергійович
Андрі́й Сергі́йович Котове́нко (1983—2022) — солдат Збройних сил України, учасник російсько-української війни. Призер Ігор нескорених-2020.

## З життєпису
Народився 1983 року; дитинство та юність пройшли в Боярці, де закінчив Боярську ЗОШ № 4. здобув фах слюсаря, проте працювати пішов консультантом у магазин із продажу побутової техніки. Подобалися різноманітні прилади, детально вивчав їхні характеристики та завжди знав, що порадити покупцям. Останні роки проживав у Віті-Поштовій. Із дружиною Тетяною виховували сина Івана.
Учасник бойових дій 2015—2016 років. Попри відсутність досвіду, був ефективним воїном: і навідник, і мінометник, й розвідник. Зголошувався першим на всі бойові завдання. У боях в Донецькій області був командиром окремого мінометного підрозділу.
У січні 2016 року зазнав серйозного поранення поблизу шахти «Бутівка» під час просування замінованою росіянами територією. Переніс 22 операції в Україні та Німеччині, Відмовився від ампутації ноги, хоча лікарі попередили — якщо інфекція пошириться тілом — це вірна смерть. Розірвані судини у посіченій осколками міни кінцівці вимушено замінили протезами.
Після реабілітації займався паверліфтингом у Боярці впродовж 2019—2021 років.
Учасник Invictus Games: Team Ukraine і першої Національної збірної Warrior Games: Team Ukraine. Здобув десятки медалей у різних видах спорту на численних міжнародних змаганнях.
Після 24 лютого 2022-го двоє співробітників пішли воювати в 58-й бригаді саме під його командуванням. Загинув 2 травня 2022 року поблизу Харкова.
Без Андрія лишились батьки; дружина і син.

## Нагороди і вшанування
- Орден «За мужність» III ступеня (посмертно)[2]